# Mère Goguette
 (novembre 2022).
La Mère Goguette était une célèbre goguette parisienne fondée en 1818.
Elle était composée d'ouvriers aisés.
Son histoire est inséparable de celle du trio de goguettiers formé par Simar, Danglobert et Villot.

## Description de la goguette

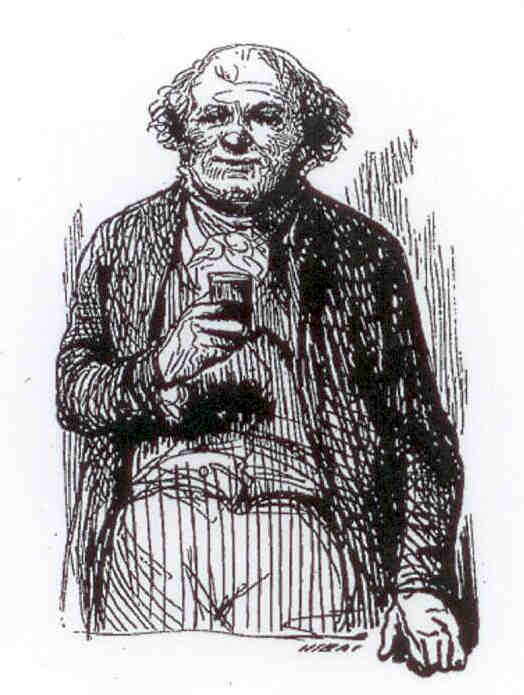
Le Père Simar vu par Daumier.

Ce fut à peu près à cette époque (1818) que la réputation de la Mère Goguette, qui devint, plus tard l'une des plus célèbres et des plus nombreuses sociétés chantantes, commença à se répandre. La Mère Goguette tenait ses séances tous les samedis soir, au boulevard du Temple ; du reste elle changea assez souvent de domicile ; elle se composait d'ouvriers aisés, tous braves gens et joyeux compères, qui, leur semaine achevée, venaient chercher un délassement dans la chanson. 
Le membre le plus connu, le plus influent de la Mère Goguette était sans contredit le père Simar, petit fabricant du quartier Saint-Martin. Simar portait la Mère Goguette dans son cœur, comme il le disait lui-même. Il en était le fondateur et le président. Une inondation, une guerre, civile, un tremblement de terre n'auraient pas empêché Simar de se rendre à une réunion des enfants de la Mère Goguette. Il arrivait toujours le premier et s'en allait le dernier. 
Il suffisait de voir Simar pour le connaître à fond. C'était une bonne grosse nature allemande à l'œil doux, aux lèvres ouvertes, aux traits empreints de bonté, à la physionomie bienveillante, aux façons cordiales et qui inspirent aussitôt une sympathie irrésistible. 
Simar était bien le type de ces épicuriens pratiques, de ces philosophes populaires qui sont, gais, heureux, insouciants, et cela sans système, sans arrière-pensée, sans parti pris, sans folie, et parce que Dieu les a faits ainsi. 
Père Simar, ainsi que l'appelaient ses amis, regardait la vigne comme le plus grand bienfait de la Providence, et dans son style mythologique il mettait Bacchus à la tête des immortels de l'Olympe. Il avait voué à ce dieu un culte qui consistait à être toujours altéré. Lorsqu'on demandait à Simar combien il y avait du Pont-au-Change à la barrière de La Villette, il répondait aussitôt : « Quarante-huit marchands de vins. » C'était sa manière de mesurer les distances. 
À l'ouverture de chaque séance de la Mère Goguette, Simar, après avoir réclamé le silence, se découvrait, se levait, prenait son verre de la main droite, jetait un regard de béatitude sur tous les convives qui l'entouraient, puis prononçait tout d'une haleine la phrase suivante, qui était stéréotypée dans sa mémoire : « Amis, je vous porte tous dans mon cœur. Tant que vous serez avec moi, nous serons ensemble, et vous ne manquerez jamais de comestibles. La santé que je vous porte est celle de la Mère Goguette et de toutes les goguettes de l'un et l'autre hémisphère. » 
Après cette allocution les verres étaient vidés, et Simar entonnait d'une voix forte et vibrante : 
Et toutes les voix s'unissaient à la sienne et le chœur infernal commençait pour ne finir quelquefois que le lendemain matin. 
Simar était un vrai roi constitutionnel, et, qui plus est, un roi élu. Il devait tout naturellement avoir son conseil des ministres ; mais plus heureux que la plupart de ses confrères couronnés, il n'avait que deux conseillers. 
Simar eut encore un autre genre de bonheur. Il trouva des ministres dévoués, désintéressés, fidèles, qui n'avaient d'autre ambition que de bien servir leur maître et de faire les beaux jours du peuple qu'ils étaient appelés à gouverner avec lui. Ces deux joyeux soutiens d'un joyeux sceptre étaient Villot et Danglobert. 
Danglobert, avec sa figure réjouie, son œil vif, sa trogne enluminée, ses mouvements brusques et saccadés semblait avoir servi de modèle à Béranger pour son petit homme gris. L'insouciance était peinte sur sa physionomie. Il riait toujours, était sans cesse en mouvement ; le plaisir, le plaisir, tel était son but constant. Il avait une petite rente qui suffisait à ses besoins, et n'en demandait pas davantage au ciel. Il savourait le présent sans s'occuper du lendemain. « Si j'étais Dieu, disait-il souvent, ce serait tous les jours dimanche ! » Quand on lui faisait des questions sur l'état de sa fortune, il répondait : « J'ai six flacons à vider par jour. » Lui parlait-on politique, se plaignait-on devant lui du triste état des affaires publiques ? « C'est vrai, c'est vrai, répliquait-il, tout va bien mal. Les vignes sont gelées cette année. 
Villot n'avait été entraîné dans les sociétés bachiques ni par l'amour de la bouteille, ni par l'oisiveté, ni par le besoin de se trouver en nombreuse et folle compagnie ; ce qui l'y attirait, c'était la chanson ! La chanson ! voilà l'idole de Villot ! Une bonne fée avait sans doute présidé à sa naissance comme à celle de l'illustre poète, et l'avait bercé avec de gais refrains. Lorsqu'il entendait chanter un couplet, son regard étincelait, un frémissement électrique parcourait tout son corps, et aux deux derniers vers, à la pointe finale, il bondissait sur sa chaise et semblait en proie aux heureuses convulsions de l'extase. Il savait par cœur les Noëls les plus anciens comme les chansons les plus nouvelles, et on n'avait qu'à nommer un air devant lui, pour qu'il en fournit aussitôt le timbre complet. Cet homme était un répertoire vivant de l'esprit lyrique français ; on n'avait qu'à toucher sa mémoire pour qu'elle résonnât. Et l'on ne trouvait point dans Villot un instrument sourd et insensible ; il
tressaillait sous la main qui l'interrogeait, il avait une âme qui mariait ses joies aux inspirations de sa mémoire. 
Villot était tailleur et marchand d'habits. Sa boutique était située rue des Filles-du-Calvaire ; et toujours fidèle au culte de la chanson, même au milieu des préoccupations commerciales, il avait pris pour enseigne : à l'Aveugle de Bagnolet ! 
Figurez-vous un petit homme, à la figure ronde, colorée et imitant la pomme d'api, aux petits yeux gris pleins de malice, au front chauve, rond, brillant et couronné d'une auréole de cheveux blancs frisés, — toujours sautillant, gesticulant, ayant toujours le sourire sur les lèvres et un refrain à la bouche. 
À son lit d'agonie, et quelques minutes avant de rendre le dernier soupir, Villot, sortant d'une longue léthargie, sembla reprendre des forces; il se leva sur son séant, et d'une voix affaiblie demanda tous ses recueils de chansons, qui formaient une collection très précieuse. Il les arrangea en cercle autour de lui, jeta sur chacun d'eux un regard de tendresse; puis, la mort le saisissant tout à coup, il prit d'une main convulsive un volume de Désaugiers, le porta à ses lèvres et expira. Ainsi le gai chanteur ne voulut pas quitter cette vie sans dire un dernier adieu aux muses folles qui l'avaient aidé à en supporter l'amertume et les déboires. 
Simar, Danglobert, Villot, – c'est-à-dire l'épicurisme naïf et franc, l'entrain bachique, la verve chansonnière, – disparurent à peu près à la même époque. Emportèrent-ils la Mère Goguette dans la tombe ou moururent-ils du chagrin de lui avoir survécu ? C'est un point que nous n'avons pu éclaircir et dont nous laissons la discussion aux Saumaise futurs ?